# Oleksandr Holovasj
Oleksandr Anatolijovytsj Holovasj (Oekraïens: Олександр Анатолійович Головаш) (Soemy, 21 september 1991) is een Oekraïens voormalig wielrenner.

## Carrière
In 2010 werd de toen achttienjarige Holovasj vierde in de derde etappe van de Ronde van Szeklerland. Later dat jaar reed hij onder meer de Ronde van China. In 2011 zat Holovasj zonder ploeg, maar wist wel nationaal beloftenkampioen tijdrijden te worden.
Het seizoen 2012 begon Holovasj aanvankelijk zonder ploeg en werd hij vierde in de openingstijdrit van de Ronde van Roemenië. Per 20 juni, daags voor de nationale kampioenschappen, werd hij binnengehaald door de ploeg waar hij in 2010 ook al onder contract stond: Kolss Cycling Team. Op die nationale kampioenschappen won hij zowel de tijdrit als de wegwedstrijd, beide bij de beloften. Op het Europees kampioenschap in augustus werd hij achter Rasmus Quaade en Bob Jungels derde in de tijdrit. Ook in het seizoen 2013 begon Holovasj zonder team, maar werd hij in juni alsnog aan de Kolss-selectie toegevoegd. Diezelfde maand won hij voor de derde maal op rij de beloftentijdrit op het nationale kampioenschap. Op het EK werd hij ditmaal tweede, achter Victor Campenaerts. Na de Ronde van de Toekomst, waarin hij twaalfde werd in de proloog, sloot hij zijn seizoen af met een zestiende plek op het wereldkampioenschap tijdrijden voor beloften.
In 2014 nam Holovasj voor het eerst als eliterenner deel aan de nationale kampioenschappen. De tijdrit moest hij een minuut en twaalf seconden toegeven op winnaar Andrij Vasyljoek, wat hem een zevende plaats opleverde. Later dat jaar won hij de eerste etappe in de Ronde van Szeklerland. De leiderstrui die hij hieraan overhield raakte hij een dag later kwijt aan Stefan Christov. In 2015 werd Holovasj vierde op het nationaal kampioenschap tijdrijden. Ruim een week later won hij de Minsk Cup, een Wit-Russische eendagskoers. In augustus won hij deel B van de derde etappe van de Ronde van Szeklerland, wat hem de dertiende plaats in het eindklassement opleverde. In de Ronde van China II werd hij zesde in het eindklassement.
Met zijn ploeg won hij in 2016 de ploegentijdrit in de Ronde van Oekraïne. Na die etappekoers en twee eendaagse wedstrijden werd zijn contract bij Kolss-BDC beëindigd, waarna hij vertrok naar Minsk Cycling Club. Namens deze ploeg werd hij onder meer vierde op het nationaal kampioenschap tijdrijden, vierde in de Ronde van Ribas en derde in de Odessa GP. In november won hij de proloog van de Ronde van het Taihu-meer, vier seconden voor zowel Karim Khorrami en Cameron Bayly. De leiderstrui die hij daaraan overhield verloor hij na de tweede etappe aan Jakub Mareczko. In maart 2017 behaalde hij, na zijn overwinning in China, zijn tweede profzege. In de zesde etappe van de Tropicale Amissa Bongo maakte hij deel uit van een kopgroep van vijf renners en reed hij in de finale weg bij zijn medevluchters. Uiteindelijk kwam hij met een voorsprong van 28 seconden op Zemenfes Solomon solo als eerste over de finish.
In 2018 maakte Holovasj de overstap naar Sharjah Pro Cycling Team. In januari van dat jaar werd hij zeventiende in het eindklassement van de Ronde van Sharjah. Nadien reed hij in 2020 nog een seizoen bij Yunnan Lvshan Landscape.

## Overwinningen
2011
 Oekraïens kampioen tijdrijden, Beloften
2012
 Oekraïens kampioen criterium, Elite
 Oekraïens kampioen tijdrijden, Beloften
 Oekraïens kampioen op de weg, Beloften
2013
 Oekraïens kampioen tijdrijden, Beloften
2014
1e etappe Ronde van Szeklerland
2015
Minsk Cup
3e etappe (deel B) Ronde van Szeklerland
2016
2e etappe (deel A) Ronde van Oekraïne (TTT)
Proloog Ronde van het Taihu-meer
2017
6e etappe La Tropicale Amissa Bongo
2018
2e etappe Ronde van Oranie
2019
2e etappe Ronde van Malopolska
Eindklassement Ronde van het Poyangmeer

## Ploegen
- 2010 –  Kolss Cycling Team
- 2012 –  Kolss Cycling Team (vanaf 20-6)
- 2013 –  Kolss Cycling Team (vanaf 1-6)
- 2014 –  Kolss Cycling Team
- 2015 –  Kolss-BDC Team
- 2016 –  Kolss-BDC Team (tot 6-6)
- 2016 –  Minsk Cycling Club (vanaf 7-6)
- 2017 –  Minsk Cycling Club
- 2018 –  Sharjah Pro Cycling Team
- 2020 –  Yunnan Lvshan Landscape

Abelouache · A. Al Ali · M. Al Ali · Almansoori · Holovasj · Lahsaini · A. Mansouri · O. Mansouri · Mayouf